# Throttling
Als Throttling (engl.: drosseln) bezeichnet man das Auslassen von Takten bei Haupt- und Grafikprozessoren.
Das Throttling wird angewandt, um die Temperatur bei Überhitzung zu senken und damit den Prozessor zu schützen. Durch das Senken des Taktes wird die entstehende Abwärme reduziert. Die Menge des Throttlings wird meist in Prozent angegeben. Ein Throttling von 50 % bedeutet, dass jeder zweite Takt ausgelassen wird, 75 % bedeutet das Auslassen von drei bei vier Takten usw.
Der Stromspareffekt beim Throttling ist weniger als linear; ein effektiveres Verfahren ist zum Beispiel die Absenkung der Kernspannung (PowerNow!, SpeedStep etc.). Throttling kann dennoch zusätzlich verwendet werden, um beispielsweise auf niedrigster Taktstufe noch weniger Energie zu verbrauchen. So unterstützen die Powersave-Governors unter Linux das automatische Throttling bei Nichtbenutzung des Rechners, welches bei Notebooks zu einer marginal höheren Akkulaufzeit führen kann.
Gängige Throttling-Stufen sind:
- T0: 00 %
- T1: 12 %
- T2: 25 %
- T3: 37 %
- T4: 50 %
- T5: 62 %
- T6: 75 %
- T7: 87 %